# Chồn hôi mũi lợn Humboldt
Chồn hôi mũi heo Humboldt, còn được gọi là Chồn hôi mũi heo Patagonia (Conepatus humboldtii) là một loài Chồn hôi mũi heo bản địa của các khu vực cây cỏ mở trong vùng Patagonia của Argentina và Chile.

## Hình ảnh

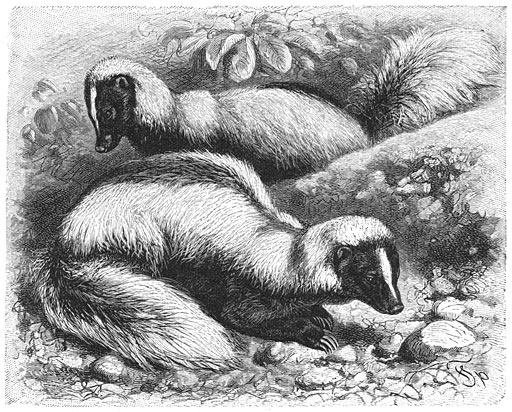
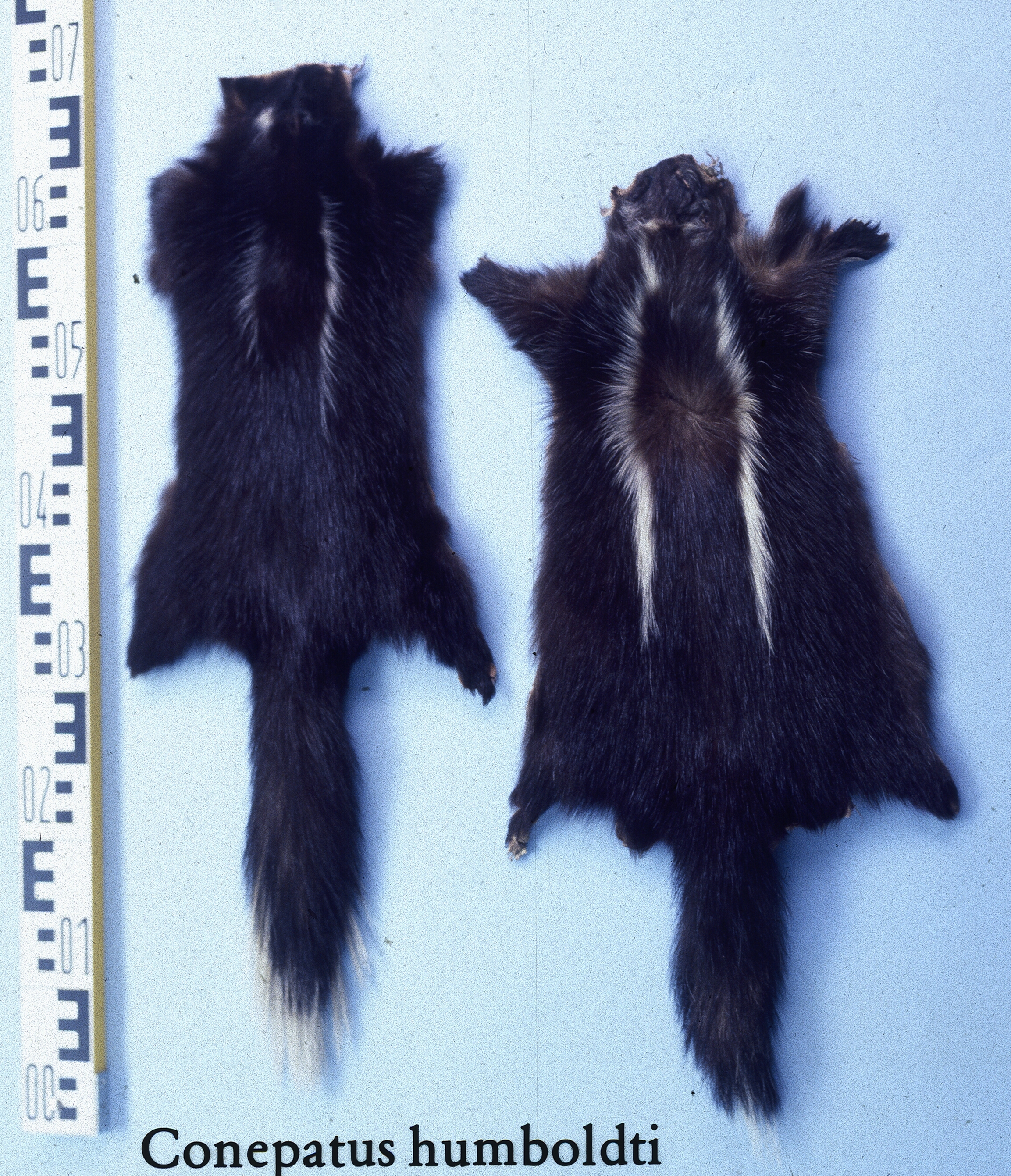
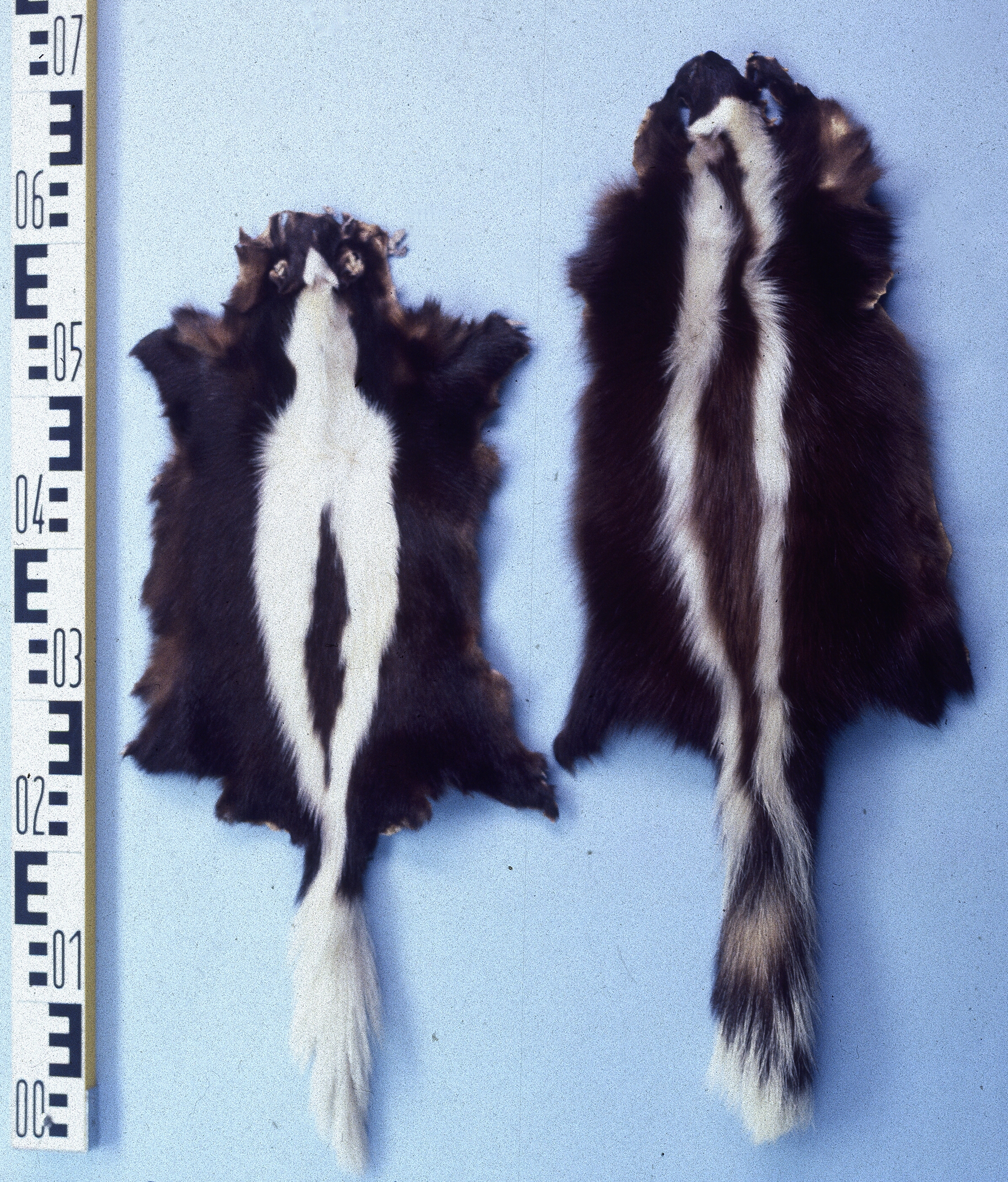
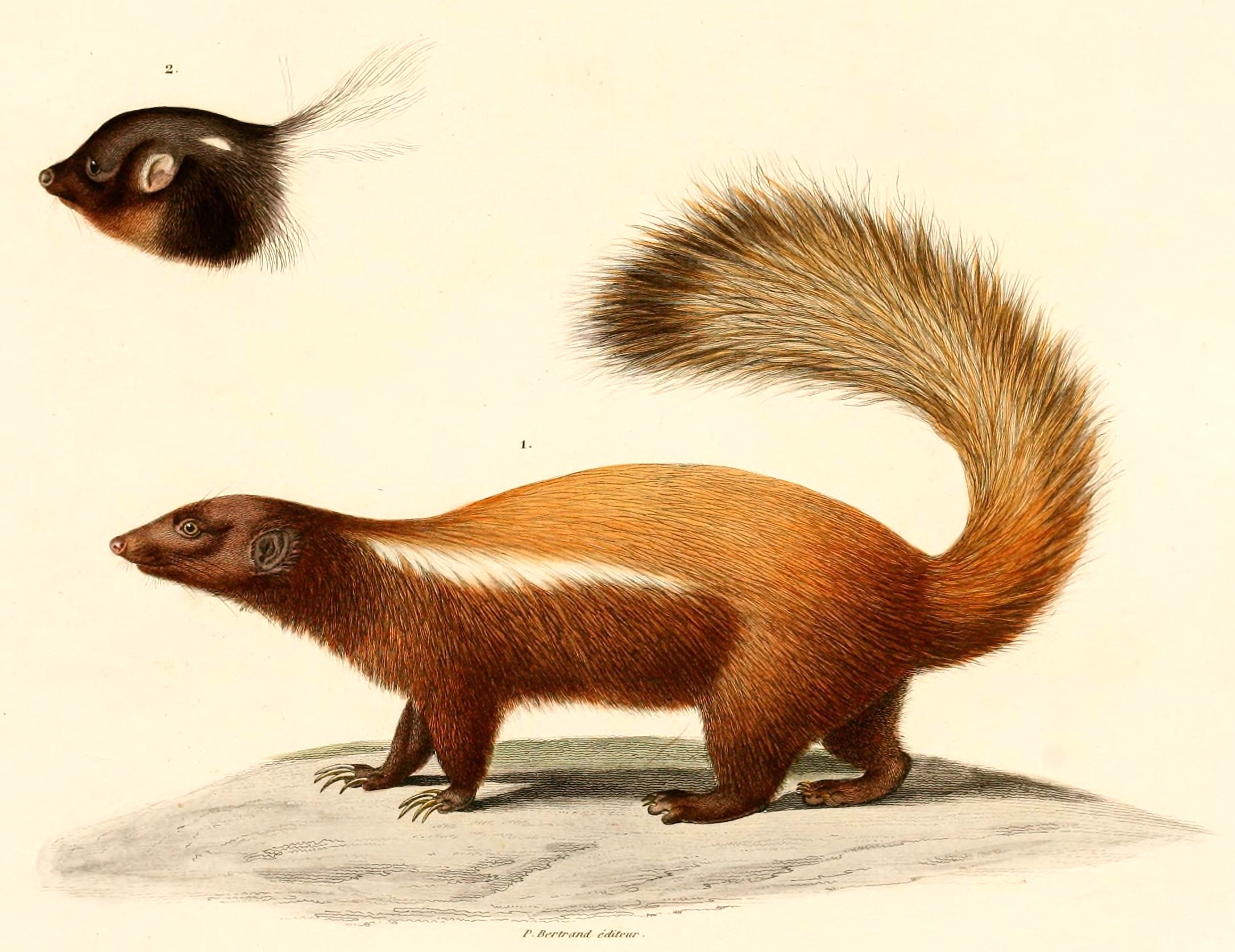

## Thực phẩm
Chồn hôi mũi heo Humboldt chủ yếu ăn côn trùng, nhưng cũng ăn động vật có xương, chẳng hạn như động vật gặm nhấm và sát thối vào mùa đông, khi côn trùng ít phong phú.